# Piper neglectum
Piper neglectum är en pepparväxtart som beskrevs av William Trelease. Piper neglectum ingår i släktet Piper och familjen pepparväxter. Inga underarter finns listade i Catalogue of Life.